# Zoque

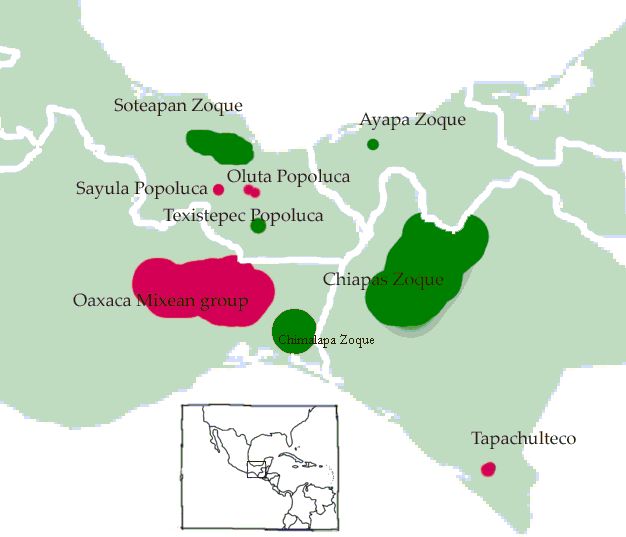
Siedlungsgebiete der Zoque

Die Zoque sind ein mexikanischer Volksstamm, der hauptsächlich im bergigen und waldreichen Norden (Selva Zoque) des Bundesstaats Chiapas lebt; Splittergruppen gibt es auch in den angrenzenden Regionen der Bundesstaaten Tabasco, Veracruz und Oaxaca. Die Sprache wird ebenfalls Zoque genannt.

## Geschichte
Die Ursprünge der Zoque sind unbekannt; man vermutet, dass sie schon seit mehr als 2000 Jahren in ihren heutigen Siedlungsgebieten ansässig sind; größere politische Einheiten gab es jedoch nicht. Es gibt sprachliche und wohl auch genetische Beziehungen zum Volk der Mixe. Einige Forscher vermuten, dass es sich – wie bei den Mixe – um Nachfahren der Olmeken handeln könnte. Im ausgehenden 15. Jahrhundert wurde das Gebiet von den Azteken unterworfen. In spanischen Berichten aus den 1520er Jahren wird der Stammesname erstmals erwähnt. Heute leben noch etwa 60.000 Menschen, die Zoque sprechen; sie stehen eher am unteren Ende der Sozialordnung.

## Wirtschaft
Traditionell lebten die Zoque – anders als die Maya – überwiegend in weißgetünchten Lehmziegel-Häusern; sie waren und sind in der Hauptsache sich selbst versorgende Ackerbauern, die Mais, Bohnen, Chili, Kürbisse etc. anbauen. In jüngerer Zeit werden auch Kaffee, Kakao, Bananen oder Guaven kultiviert, die aber zumeist auf Märkten getauscht oder verkauft werden. Mittlerweile leben zahlreiche Zoque auch als billige Tagelöhner in den Städten.

## Kultur
In den Siedlungsgebieten der Zoque gibt es keine steinernen Wohn- oder Kultbauten. Die am Nordrand der Selva Zoque gelegene Ruinenstätte Malpasito wird – trotz des Fehlens von Stelen, Inschriften oder Skulpturen – meist den Maya zugerechnet.